# Ломбард (улица в Сан Франциско)
Улица „Ломбард“ (на английски: Lombard Street) е улица и забележителност в град Сан Франциско, щата Калифорния, САЩ. Улица „Ломбард“ е известна с острите си завои в една отсечка по нея, която е и много стръмна.

## Галерия
- Улица „Ломбард“ с известните си завои в град Сан Франциско
- Колона коли по Улица „Ломбард“
- Панорамна гледка на Улица „Ломбард“
- Улица „Ломбард“ снимана от горната страна на завоите на долу, или от запад на изток